# Protestes de Gwangju
Les protestes de Gwangju, altrament conegudes com a Moviment Democràtic de Gwangju, els fets del 18 de maig o la massacre de Gwangju, fan referència a unes protestes populars que es van produir a la ciutat de Gwangju, a Corea del Sud, entre el 18 i el 27 de maig de l’any 1980. L’impacte d’aquests esdeveniments va ser elevat, tant per la brutalitat repressiva que va patir la població per part del règim del dictador Chun Doo-hwan, com per la transcendència del moviment popular, considerat un punt d’inflexió en el camí cap a la democratització de Corea.
Encara avui es desconeix el nombre exacte de morts. Mentre que la versió oficial del govern va ser un balanç de 200 morts i 400 ferits, investigacions realitzades per a la premsa internacional elevaven la xifra, com a mínim, entre 1000 i 2000 defuncions.

## Antecedents
Durant la primera meitat del s. XX, Corea va estar marcada per canvis significatius. Després de l'ocupació japonesa (1910-1945) i de la rendició del Japó durant la Segona Guerra Mundial, el país es va dividir en la zona nord, la República Popular Democràtica de Corea, sota domini de l’URSS, i la zona sud, la República de Corea, sota domini dels Estats Units.
El primer president de la República de Corea, Yi Seung-man, o Syngman Rhee (1948-1960), tenia un fort caràcter anticomunista. Amb aquesta justificació, va fer ús de la repressió contra tota oposició política i la població. Amb aquest clima de tensió es van desencadenar protestes estudiantils l’any 1960, que van provocar la dimissió de Yi.
Tot i que hi va haver un període en què el país va estar governat per un sistema democràtic, l’any 1961 es va produir un cop d’estat i Park Chung-hee arriba al poder. Va incrementar la política repressiva contra l’oposició i les llibertats de la població coreana i va aplicar un fort control a la premsa i a les universitats.
El clima de malestar va augmentar amb l’aprovació de la Constitució Yushin, el desembre del 1972, un document polític de caràcter autoritari en què Park acumulava la major part de poders, esdevenint, així, un règim dictatorial.

## Dictadura de Chun Doo-hwan
El 26 d’octubre de 1979, Kim Jae-kyu, director de l’Agència Central d’Intel·ligència Coreana, va assassinar el president Park Chung-hee, disparant-li dues bales, una al pit i l’altra, al clatell. Estaven decidint quina era la millor manera de dissoldre les protestes populars que s’estaven produint a Busan i a Masan, provocades pel descontentament general. Tenien dues postures diferents sobre com actuar-hi al respecte: mentre que el director de l’agència apostava per fer tot un seguit de reformes que fessin disminuir la crispació popular, el president volia utilitzar la repressió per dissoldre-les.
Kim Jae-kyu era conscient que, aplicant l’ús de la força sobre la població, només s’aconseguiria esperonar les protestes a altres indrets del país. Així doncs, va decidir assassinar-lo, idea que tenia present des de feia temps.
Amb la mort de Park Chung-hee, es posava fi a una dictadura que havia durat disset anys. L’anunci d’aquest fet als mitjans de comunicació va provocar que la població pensés que es derogaria la llei marcial, l’alliberament dels opositors polítics que, en aquell moment, es trobaven empresonats acusats de ser comunistes, i la convocatòria de noves eleccions.
La realitat, això no obstant, en va ser una altra. El 1980, el militar Chun Doo-hwan, va prendre el control militar de Corea del Sud, donant un cop d’estat des de dins. Va instaurar un règim autoritari i amb una gran repressió a les classes populars. Aquest fet va ser recolzat per Ronald Reagan, que havia arribat al poder a la Casa Blanca.
Les protestes contra el govern repressiu de Corea del Sud havien estat una constant en la societat i cada vegada més anaven augmentant d’intensitat. Durant els primers mesos dels anys 80, a més, ja s’havien produït manifestacions massives. A la capital, Seül, se’n va fer una de molt important en què es reivindicaven millores salarials.
El 17 de maig de 1980, la Nova Junta Militar endureix la llei marcial, com a intent per a sufocar les protestes, protagonitzades, sobretot, per estudiants universitaris i professors.
Amb aquesta llei, es clausuren el Parlament i les universitats, s’implanta la prohibició de tota activitat política, es detenen figures polítiques rellevants i es nega el dret a vaga i a la llibertat de premsa.
La població no acceptava el caràcter autoritari del sistema polític, malgrat la repressió a què era sotmesa, amb detencions, assetjament a activistes i de tota dissidència política, clausura de publicacions crítiques amb el règim, prohibició de sindicats independents de professors, etc. Així doncs, encara que s’hagués endurit la llei marcial per silenciar tota veu dissident, va tenir l’efecte contrari.

## 18 de maig de 1980 - inici de les protestes de Gwangju
Gwangju, capital de Jeolla del Sud, era un territori estratègicament ambiciós pels dirigents polítics. Posseïa recursos naturals molt preuats, motiu pel qual havia estat constantment espoliat. Per aquesta raó, era una ciutat on s’hi havien produït protestes amb bastant freqüència.
El 18 de maig de 1980, els estudiants de la Universitat de Chonnam inicien una protesta exigint la derogació de la llei marcial, el rebuig a la supressió de la llibertat acadèmica, la reivindicació de la democratització de Corea i l’alliberament de Kim Dae-jung, detingut en diverses ocasions per defensar els drets humans i l’establiment de la democràcia al país. En aquesta ocasió, detingut perquè se’l considerava una figura clau en les protestes que es produïen a la ciutat.
El govern del dictador Chun Doo-hwan va acusar els protestants de ser procomunistes i ordena al comandant de les Forces Especials, Chung Ho-young, que sufoqués la revolta popular. Va enviar la brigada de paracaigudistes, que van reprimir els protestants. Això va provocar que, l’endemà, la població en bloc sortís al carrer.
Es té constància que unes 250000 persones van participar en les diferents protestes que es van succeir fins al dia 27. Durant els dies en què es van produir aquestes mobilitzacions, Chun Doo-hwan va aïllar la ciutat, fent que fos impossible per part dels mitjans de comunicació informar sobre el que passava. Els únics que ho podien fer, eren els que estaven controlats pel règim, els quals oferien comunicats militars oficials.
Al principi de les protestes, la població utilitzava armes rudimentàries per a defensar-se dels militars, tot i que a mesura que la violència policial anava augmentant, els protestants van acabar entrant a les comissaries i prenent les armes. Així va ser com es va aconseguir que el 21 de maig declaressin la ciutat lliure de dominació militar. Tot i que, finalment, el 27 de maig, les forces militars de Chun Doo-hwan realitzen un desplegament de tancs, vehicles blindats i helicòpters que inicien un atac indiscriminat contra la població de Gwangju. Al cap de dues hores de l’ofensiva, van ofegar les protestes.
La població va haver d’enfrontar-se a una repressió policial que es va traduir en 18000 policies antidisturbis i a 3000 paracaigudistes. Un nombre elevat de persones detingudes van ser obligades a despullar-se pels agents com a forma d’humiliació. Van ser sotmeses a pallisses i a rebre tortures en sales destinades per fer aquesta funció. Moltes, van patir violacions.
Els paracaigudistes que va enviar el comandant Chung assassinaven a qualsevol persona que es trobessin al carrer. També van matar els conductors d’autobusos i de taxis que intentaven traslladar els ferits o els morts a altres zones més segures. Els policies locals que intentaven alliberar els manifestants per evitar que fossin torturats, van patir la mateixa sort. Malgrat que el director d’Informació de la comissaria de Gwangju va intentar aturar la violència desproporcionada dels paracaigudistes, va ser assassinat per aquests.
Les protestes de Gwangju de 1980 tenen un significat transcendental, ja que es consideren l’inici d’un moviment en pro de la democràcia a Corea, vigent durant tota la dècada. El seu esperit es va reforçar l’any 1987, després de la mort de Bak Jong-cheol, un estudiant activista del moviment democràtic, a causa de les tortures policials a què va ser sotmès. Entre la població es va crear una necessitat de buscar la veritat i la justícia cap a totes les persones que havien estat víctimes de la violència de l’estat coreà.

## Conseqüències polítiques
Les protestes de Gwangju van comportar la mort, com a mínim, d’entre 1000 i 2000 persones i l’empresonament de 1394, 500 d’aquestes acusades formalment. Es van decretar 7 condemnes a mort i 4 a cadena perpètua. El relat oficial, però, difereix de la realitat. El govern va informar d’un balanç de 200 morts i 400 ferits. Un altre aspecte a destacar és que va declarar que els empresonats formaven part de grups comunistes i que els seus líders treballaven per Corea del Nord.
Aquesta informació no va resultar creïble a gran part de la població, que coneixia l’elevada violència que havia utilitzat el règim de Chun Doo-hwan. El resultat va ser la pèrdua de la seva legitimitat al poder i la seva posterior dimissió.
Es va despertar un fort sentiment de rebuig als Estats Units entre estudiants i activistes en conèixer-se el paper còmplice d’aquesta potència. Quan les tropes coreanes que estaven a Seül van rebre l’avís de desplaçar-se fins a Gwangju per a sufocar els manifestants, l’exèrcit nord-americà va ocupar el seu lloc.

## Difusió de la veritat enmig de la repressió

### Fotoperiodistes
- Kim Chon-kil (1929-2018)

Fotògraf de llarga trajectòria de l’Associated Press que va retratar el convuls període de transició de la dictadura a la democràcia coreana. Els seus inicis en aquesta agència es remunten a la Guerra de Corea (1950-1953), en què va desenvolupar el paper de traductor als periodistes americans que s’havien desplaçat per informar del conflicte entre les dues corees.
La fotografia clau de Kim Chon-kil és el retrat que va fer, el maig del 1961, del general Park Chung-hee, dos dies després del cop d’estat que va efectuar. Per a la gran majoria de la població, era la primera vegada que veia el dictador.
Va cobrir les protestes de Gwangju de l’any 1980 i també va estar a primera línia de les de l’any 1987.
- Charles Betts Huntley (1936-2017)

Huntley, amb el nom coreà Heo Cheol-seon, va ser un missioner traslladat a Corea l'any 1965. A Gwangju va ser el capellà de l’hospital cristià i, durant les protestes, va ser testimoni de l’estat en com arribaven els manifestants. Per a tenir-ho documentat, els va fotografiar, juntament amb l’ajuda del fotògraf Kim Yeong-bok, que posseïa l’estudi fotogràfic Yangrim.
Gràcies a la cooperació de diferents persones del seu entorn, van aconseguir que les imatges arribessin als Estats Units sense que la policia coreana en tingués coneixement.
L’arxiu de Gwangju conserva, del capellà, 186 fotografies, 69 negatius i 57 diapositives, retrats de la massacre.
- Katsuo Aoi (1939-2017) i Tadaomi Saito (1943-2014)

Els dos fotògrafs, que treballaven al mitjà japonès The Asahi Shimbun, van cobrir les protestes de Gwangju. Són exemple del paper crucial que van tenir els mitjans estrangers a l’hora d’informar sobre el que succeïa, perquè oferien a la resta del món una altra versió, oposada a la que proporcionava el govern. A més, eren els únics que podien explicar els fets, ja que els periodistes locals estaven en una situació de censura informativa.
Tot i que es van publicar algunes fotografies de Katsuo Aoi, una gran part se les va guardar a casa seva i no es van descobrir fins al 2020, tres anys després de la seva mort. En total, guardava 247 imatges, incloses 57 en color, un fet bastant estrany en aquella època.
Destaca una fotografia d’Aoi, en color, on es veu l’edifici del canal Gwangju Munhwa en flames. Els manifestants el van incendiar perquè era un dels mitjans de comunicació que el règim utilitzava per emetre comunicats de les autoritats militars.
Pel que fa a les fotografies de Saito, en destaca una que es veu com les tropes llencen gasos lacrimògens a dins d’un autobús, on hi havia manifestants que s’estaven resguardant dels atacs. Tots els que sortien de dins perquè no podien respirar a causa del fum que emetien, els agents els atacaven i els colpejaven amb les porres.
- Na Kyung-taek (1967-)

Fotoperiodista del diari Jeonnam Daily que es trobava al centre del conflicte quan es van iniciar les protestes. Va retratar, durant aquells dies, escenes de la violència policial, les manifestacions i la solidaritat entre els activistes. Una de les fotografies de més ressò durant aquells dies, és la que retrata un paracaigudista que colpeja un jove activista amb la porra al cap i a l’esquena. La imatge es va publicar a una agència estrangera i va ser una prova del que estava succeint a Gwangju, enmig d’un silenci mediàtic pel fort control del règim de Chun Doo-hwan.
Qualsevol informació relacionada amb les protestes estava prohibida i no es podien difondre imatges. Els diaris estaven obligats a publicar el que els manaven les autoritats. En el mitjà on treballava Na Kyung-taek, juntament amb altres periodistes de la casa, van decidir publicar els horrors que havien vist i retratat perquè la població fos conscient del que realment passava, una visió allunyada del que emetien les fonts oficials, tot i que eren conscients que s’enfrontaven a possibles tortures policials. La direcció ho va impedir i els periodistes van dimitir. Alguns d’ells van sumar-se a les protestes.
Malgrat no formar part del Jeonnam, va continuar fotografiant amb dues càmeres el transcurs de les mobilitzacions i de la repressió policial. Era conscient de la necessitat de tenir proves que demostressin la violència, però també de la resistència.

### Obres clandestines
- Els papers blancs de Gwangju

Obra de Cho Bong-hun, membre de l’ajuntament de Gwangju, i Soh Jun-seop, buscat per la policia a causa de la seva implicació durant les protestes de 1980.
El novembre del mateix any, van començar a recopilar la informació. Van prendre com a referència l’experiència dels testimonis, com ara manifestants detinguts i familiars de víctimes, registres oficials i notícies que sortien a la premsa per tal d’establir una cronologia. Per assegurar-se l’autenticitat de la informació que obtenien, descartaven aquells testimonis que oferissin una versió exagerada o falsa. L’objectiu era publicar la veritat dels esdeveniments que es van produir.
El maig del 1981, l’obra ja estava enllestida. La seva difusió va ser de forma clandestina, fent que en diverses ocasions la policia els enxampés. Llavors s’enfrontaven a detencions i que els requisessin els documents.
Els papers blancs de Gwangju constitueix la primera obra estructurada en narrar les protestes. Es va publicar en un moment en què part de la població havia adoptat una actitud escèptica respecte a l’origen de les mobilitzacions, ja que estaven condicionats per la versió de Chun Doo-hwan.
Va tenir un paper clau en la intensificació del moviment democràtic i en una postura de rebuig als Estats Units, perquè entre les seves pàgines s’explicava la implicació del país.
- Beyond death, beyond the darkness of the age

La idea de l’obra va sorgir de Jeong Yong-hwa, futur director del Comitè en Commemoració del Moviment Democràtic de Gwangju. Va ser detingut durant les protestes que es van produir l’any 1978, i una segona vegada dos anys després. A finals d’octubre de 1980 va ser alliberat i, llavors, va començar a recollir informació que pogués ajudar a difondre tot el que havia succeït a Gwangju.
Més enllà de la mort, més enllà de la foscor de l’època, el que seria un títol aproximat en català, recull, entre d'altres, testimonis personals escrits, memòries, registres mèdics i judicials, fotografies, recompte de morts i de detinguts. El procés de publicació va iniciar-se el 25 de desembre de 1982, després d’estar evitant la policia durant una temporada. L’escriptura de l’obra va anar a càrrec de Lee Jae-eui, empresonat deu mesos per a la seva implicació a les protestes, ja que podia contactar amb antics companys que també havien estat empresonats per tenir més testimonis, com ara Cho Yang-hun, que també ajudarà amb el llibre.
A causa de la repressió contra els dissidents, era molt possible que qui signés com a autor i editor fossin detinguts. Per aquest motiu, demanaven voluntaris. En el cas de la figura de l’editor, Jeon Gye-rang, president de l’associació de famílies d’activistes caiguts durant les protestes, es va oferir i va signar. Pel que fa a l’autoria de l’obra, se’n va encarregar el novel·lista Hwang Sok-yong. Era la manera d’assegurar-se d’arribar a un gran nombre de lectors, perquè era un escriptor conegut, i més difícil de ser detingut perquè tenia ressò internacional. Es va decidir, també, que Hwang copiés a mà el llibre. Així doncs, en cas d’investigació policial, s’asseguraven que l’identifiquessin només a ell. Va afegir una introducció a l’inici del llibre i subtítols per facilitar-ne la lectura. El títol, Beyond death, beyond the darkness of the age, prové d’un poema de Moon Byung-ran, The song of the revival (La cançó del renaixement, com a possible traducció).
Es va publicar el 20 de maig de 1985 i va gaudir d’un gran èxit. Es va vendre a determinades llibreries i la difusió es feia a través del boca-orella. La policia va iniciar una investigació, va requisar 20000 còpies i va detenir Hwang Sok-yong i Na Byeong-sik, director de Pulbit, editorial que va publicar l’obra. Els agents també van detenir els llibreters que venien els llibres i, durant els controls aleatoris a les llars, interrogaven a tot aquell que en tingués una còpia.
A finals de 2013, la població de Gwangju en va demanar una nova edició. Amb les eleccions de l’any 2008, va arribar al poder el partit conservador. La dreta va iniciar una campanya en què distorsionava el significat de les protestes. Afirmava que els fets van ser obra de Corea del Nord i els manifestants que hi van estar implicats, agents infiltrats. A més, va prohibir l’ús de la cançó que commemora aquells dies de qualsevol acte oficial. Pel que fa a l’obra, va difondre el missatge que va ser publicada amb recursos de Corea del Nord i que els autors n’eren agents.

## Memòria històrica
Les pèrdues humanes, amb el trauma que això va suposar, i la importància que va tenir per a la democratització de Corea del Sud, han fet que el 18 de maig de 1980 quedi guardat a la memòria de la població coreana.
A la mateixa ciutat de Gwangju, hi ha un cementiri dedicat a les víctimes de la massacre i un museu per tal que les protestes no quedin a l’oblit, amb l’objectiu de compensar i restaurar l’honor de les víctimes. Així mateix, el 18 de maig està decretat com a dia nacional de commemoració.  

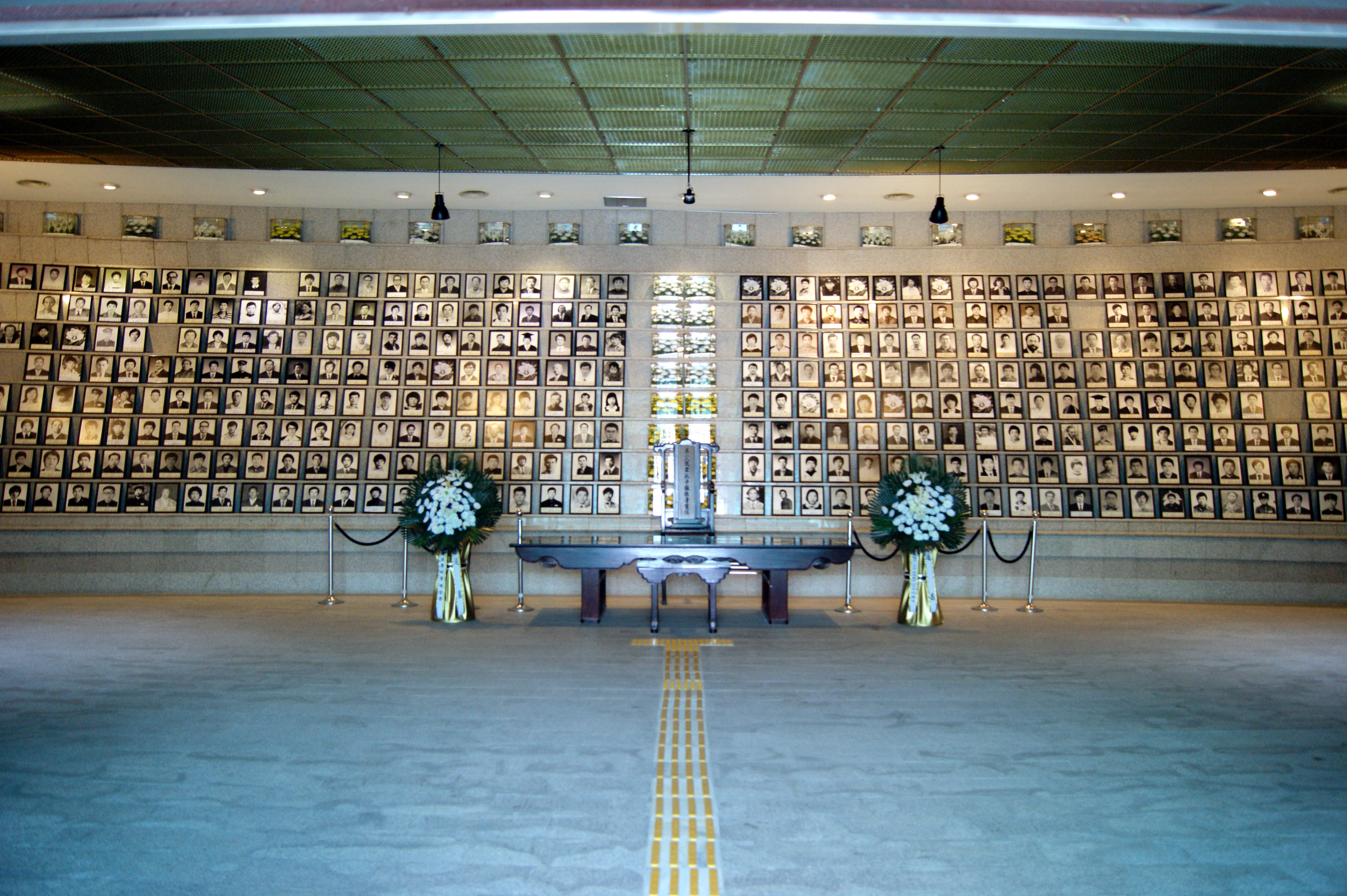
Sala commemorativa en el cementiri nacional de Gwangju

### Premi Gwangju pels Drets Humans
És un reconeixement a persones, grups o institucions, tant a Corea com a l’estranger que, amb la seva tasca, han contribuït a promoure els drets humans, la democràcia i la pau.
Aquest premi anual el concedeix la Fundació Memorial del 18 de maig, una organització sense ànim de lucre creada el 30 d’agost de 1994 pels supervivents de les protestes de Gwangju, per famílies de les víctimes i per la seva població, amb el propòsit de recordar i difondre l’esperit i el missatge democràtic del 18 de maig.

## Influència cultural
A través de la cultura es poden abordar temes d’un passat llunyà o pròxim per a poder-ne fer una reflexió, entendre o a qüestionar-se els esdeveniments.
En el cas de les protestes de Gwangju, era més necessari que mai que apareguessin productes que tinguessin com a teló de fons o com a centre aquest fet històric perquè no caigués en l’oblit. Recuperar allò que el poder volia esborrar o bé crear-ne una versió alternativa.

### Llibres
- Dance dance revolution, Cathy Park Hong, W. W. Norton & Company (2007).
- There a petal silently falls: Three stories, Ch'oe Yun, traducció de Bruce Fulton i Ju-Chan Fulton, Columbia University Press (2008).
- The old garden, Hwang Sok-yong, traducció de Jay Oh, Seven Stories Press (2012).
- I’ll be right there, Kyung Sook-shin, traducció de Sora Kim-russell, The Other Press (2014).
- The seed of joy, William Amos, CreateSpace Independent Publishing Platform, servei d’autopublicació, (2015).
- Actes humans, Han Kang, traducció d’Alba Cunill, Editorial Rata (2018).
- Witnessing Gwangju, Paul Courtright, Ed. Hollym International Corp. (2020).
- Gwangju Uprising: The rebellion for democracy in South Korea, Jeon Yong-Ho, Hwang Sok-yong i Lee Jae-Eui, traducció de Slin Jung, Verso Books (2022). En aquesta obra, s'explica l'odissea que van viure les obres clandestines per a ser publicades.
- Called by another name: A memoir of the Gwangju Uprising, David Lee Dolinger i Matt VanVolkenburg, Ed. Goggas, (2022).
- Els adéus impossibles, Hang Kang, ed. La Magrana (2021).

### Pel·lícules
- A petal, Jang Sun-woo (1996). A través d’aquesta pel·lícula, els espectadors van prendre consciència sobre el que es va produir durant les protestes de Gwangju i van demanar que s’investigués el succés. Van aconseguir que el govern es veiés obligat a desclassificar informació que, fins llavors, havia restat oculta.[16]
- The old garden, Im Sang-soo (2006). Basada en el bestseller de Hwang Sok-yong.
- May 18, Kim Ji-hoon (2007). Primer llargmetratge que se centra exclusivament en les protestes de Gwangju entre el 18 i el 27 de maig de 1980.
- A Taxi Driver, Jang Hoon (2017). De tots els films que tracten el Moviment Democràtic de Gwangju, aquesta producció és la que va tenir més èxit, convertint-se en una de les pel·lícules més taquilleres durant l’any de l’estrena, amb més de 12 milions d’espectadors.

### Sèries
- Sandglass, direcció de Kim Jong-hak (1995).
- 5th Republic, direcció de Im Tae-woo i Kim Sang-rae (2005).
- Youth of May, direcció de Song Min-yeop (2021).
- Snowdrop, direcció de Jo Hyun-tak (2022).